# واين آريندسي
واين آريندسي (بالإنجليزية: Wayne Arendse)‏ هو لاعب كرة قدم جنوب أفريقي في مركز الدفاع، ولد في 25 نوفمبر 1984 في كيب تاون في جنوب أفريقيا. شارك مع منتخب جنوب أفريقيا لكرة القدم. أما مع النوادي، فقد لعب مع ماميلودي صن داونز.

## وصلات خارجية
- واين آريندسي على موقع الاتحاد الدولي (مؤرشف)  (الإنجليزية)
- واين آريندسي على موقع قاعدة بيانات كرة القدم.إي يو (الإنجليزية)
- واين آريندسي على موقع ناشيونال فوتبول تيمز (الإنجليزية)